# Aloe namorokaensis
Aloe namorokaensis é uma espécie de liliopsida do gênero Aloe, pertencente à família Asphodelaceae.